# José Isabel Blandón

José Isabel Blandón Figueroa (Chitré, provincia de Herrera; 7 de julio de 1967) es un abogado y político panameño, presidente del Partido Panameñista (desde noviembre de 2019) y diputado de la Asamblea Nacional entre 1999 y 2014. Fue alcalde del distrito de Panamá entre los años 2014 y 2019, y también candidato presidencial en las elecciones presidenciales de mayo de 2019.

## Primeros años
Es hijo del agrónomo y político José Blandón Castillo y de la economista puertorriqueña Angela Figueroa Sorrentini. Estudió hasta el primer grado en la Escuela Tomás Herrera de Chitré, mudándose luego a Ciudad de Panamá y terminó sus estudios primarios en la Escuela Belisario Porras.
Siendo aún niño fue víctima de la dictadura militar que regía en el país, al ver a su madre, quien era profesora universitaria en la Universidad de Panamá , buscando el exilio en Costa Rica en 1976. Realizó sus estudios secundarios en el Colegio San Agustín, y en 1985, cuando estaba a punto de culminarlos comenzó a involucrarse en la política manifestándose en las protestas tras el asesinato de Hugo Spadafora. En ese momento toma distancia ideológica de su padre, quien era miembro prominente del Partido Revolucionario Democrático (PRD), brazo partidista de la dictadura militar en ese entonces.
En 1986 ingresó a la Facultad de Derecho de la Universidad de Panamá y fundó el movimiento "Conciencia Joven", haciendo activismo contra la dictadura militar. Participó en las protestas civilistas y en 1987 fue vejado, golpeado y arrestado por las fuerzas paramilitares, pasando cuatro días en la Cárcel Modelo, junto con otros 40 civilistas.
En enero de 1988, a pedido de su padre que iba a testificar en contra de los militares ante los Estados Unidos, Blandón se refugió en la Embajada de Costa Rica en Panamá y luego se exilia en Washington D. C., donde siguió coordinando las acciones civilistas. No obstante, regresó a Panamá en junio de 1988 pero los militares lo detienen al día siguiente y es forzado a abandonar nuevamente hacia Estados Unidos. Se mudó a Puerto Rico viviendo con su familia materna y estudió Ciencias Políticas en la Universidad de Puerto Rico, hasta que ocurrió la invasión de Estados Unidos a Panamá en diciembre de 1989, donde Blandón manifestó su repudio por la acción militar.
Volvió a Panamá el 30 de enero de 1990, donde continuó sus estudios universitarios y se graduó como abogado en 1993, obteniendo los máximos honores . En ese mismo año creó su firma de abogados con sus compañeros de la universidad, firma que se mantiene en la actualidad.

## Vida política
Blandón incursionó en la política tras las elecciones de 1994, cuando fue elegido primer suplente del legislador Marco Ameglio, representando a los corregimientos de Bethania, Bella Vista, Pueblo Nuevo y Ancón. En ese período se convirtió en opositor del presidente Ernesto Pérez Balladares, sobre todo en los planes de privatización de los servicios públicos y de la reelección inmediata.
En las elecciones de 1999 fue elegido como legislador por el mismo circuito electoral, y en el quinquenio 1999-2004 fue escogido jefe de bancada del partido Arnulfista. Fue reelecto en el 2004, donde siguió siendo jefe de la bancada por dos años y propuso la ley de control del tabaco. En 2009 obtuvo su segunda reelección, esta vez representando a los corregimientos de Ancón, Betania, Bella Vista, Calidonia, El Chorrillo, Curundú, Pueblo Nuevo, Santa Ana y San Felipe. En ese período impulsó la ley de cultura.
En 2010 fue nombrado como asesor ad honorem del alcalde capitalino Bosco Vallarino, asesorando en la parte financiera y en el proyecto de transformación urbana de la calle Uruguay y vía Argentina. No obstante, tras la renuncia forzada del alcalde Vallarino en 2012 y la salida del Partido Panameñista de la alianza de gobierno con Cambio Democrático, pasó a ser un duro crítico del presidente Ricardo Martinelli.
En 2013 fue elegido como el candidato a alcalde por el distrito de Panamá por parte del Partido Panameñista con más del 97% de los votos. En las elecciones generales de mayo de 2014 obtuvo la victoria al frente de la comuna capitalina al obtener más de 147 mil votos y superando a su cercano rival, José Luis Fábrega del PRD, con 143 mil votos y a la titular alcaldesa Roxana Méndez, que quedó en el tercer lugar.
Blandón asumió el cargo de alcalde el 1 de julio de 2014 y tuvo como vicealcaldesa a la arquitecta y ambientalista Raisa Banfield.
El 19 de agosto de 2018 formalizó su candidatura en las elecciones primarias del Partido Panameñista para el cargo de Presidente de la República de Panamá. Blandón logró ganar las elecciones primarias el domingo 28 de octubre de 2018 ante su adversario Mario Etchelecu con un 56,9% de los votos a lo interno del colectivo político.
En las elecciones generales de 2019, Blandón quedó en un cuarto lugar siendo superado por Laurentino Cortizo (quien fue elegido presidente), Rómulo Roux y Ricardo Lombana.
Tras la derrota del panameñismo, el 24 de noviembre de 2019 fue elegido en convención extraordinaria como presidente del partido para el período 2019-2021, del cual buscará la renovación de la formación política.
El día 23 de julio de 2023. El Partido Panameñista celebro elecciones primarias para elegir a su candidato presidencial, nominando al exalcalde José Isabel Blandón con el 100% de los votos válidos (excluyendo 12,7% de votos nulos o en blanco), al igual que algunos de los cargos públicos a definir en las elecciones generales de 2024. 
Posteriormente el 16 de septiembre de 2023, El candidato presidencial del Partido Panameñista,  declina su candidatura y endosa a Rómulo Roux como candidato, convirtiéndose en su compañero de fórmula y forma la Alianza Política  Por un Panamá Mejor, Lo Bueno Viene.En las Elecciones generales de Panamá de 2024 la Alianza electoral CD-Panameñista queda de cuarto lugar atrás de Martin Torrijos, Ricardo Lombana y José Raúl Mulino

## Vida familiar
En el plano personal, está casado con la chiricana Yamileth Araúz, hermana del cantante Manuel Araúz, y tiene cuatro hijos.